# Чемпіонат світу з футболу 2022 (кваліфікаційний раунд, КАФ, Третій раунд)
Третій раунд КАФ кваліфікації Чемпіонату світу 2022 заплановано на березень 2022.

## Формат
10 переможців груп другого раунду, за результатом жеребкування, будуть поділені на 5 пар, в кожній з яких команди зіграють вдома та на виїзді. Переможець кожної пари проходить до Чемпіонату світу 2022.

## Жеребкування
До третього раунду пройшли наступні команди:
| Група | Переможець |
| ----- | ---------- |
| A     | Алжир      |
| B     | Туніс      |
| C     | Нігерія    |
| D     | Камерун    |
| E     | Малі       |
| F     | Єгипет     |
| G     | Гана       |
| H     | Сенегал    |
| I     | Марокко    |
| J     | ДР Конго   |

## Матчі
| Команда 1 | Заг.           | Команда 2 | 1-й матч | 2-й матч |
| --------- | -------------- | --------- | -------- | -------- |
| Єгипет    | 1:1 (пен. 1:3) | Сенегал   | 1:0      | 0:1 (дч) |
| Камерун   | 2:2 (ч)        | Алжир     | 0:1      | 2:1 (дч) |
| Гана      | 1:1 (ч)        | Нігерія   | 0:0      | 1:1      |
| ДР Конго  | 2:5            | Марокко   | 1:1      | 1:4      |
| Малі      | 0:1            | Туніс     | 0:1      | 0:0      |

| 25 березня 2022 21:30 (UTC+2) |

| Єгипет         | 1:0             | Сенегал |
| -------------- | --------------- | ------- |
| - Сісс 4' (аг) | Протокол (ФІФА) |         |

| Каїрський міжнародний стадіон, Каїр Арбітр: Жан Жак Ндала Нгамбо (ДР Конго) |

| 29 березня 2022 17:00 (UTC±0) |

| Сенегал                                 | 1:0             | Єгипет                               |
| --------------------------------------- | --------------- | ------------------------------------ |
| - Діа 3'                                | Протокол (ФІФА) |                                      |
|                                         | Пенальті        |                                      |
| - Кулібалі - Сісс - Сарр - Дьєнг - Мане | 3:1             | - Салах - Саєд - Ель-Солія - Мохамед |

| Олімпійський стадіон Діамніадіо, Дакар Арбітр: Мустафа Горбаль (Алжир) |

1:1 за сумою двох матчів. Сенегал перемогли 3:1 по пенальті та пройшли до Чемпіонату світу 2022.
| 25 березня 2022 18:00 (UTC+1) |

| Камерун | 0:1             | Алжир         |
| ------- | --------------- | ------------- |
|         | Протокол (ФІФА) | - Слімані 40' |

| Япома, Дуала Арбітр: Джошуа Бондо (Ботсвана) |

| 29 березня 2022 20:30 (UTC+1) |

| Алжир       | 1:2 (дч)        | Камерун                                |
| ----------- | --------------- | -------------------------------------- |
| - Туба 118' | Протокол (ФІФА) | - Шупо-Мотінг 22' - Токо Екамбі 120+4' |

| Стадіон імені Мустафи Тшакера, Бліда Арбітр: Бакарі Гассама (Гамбія) |

2:2 за сумою двох матчів. Камерун перемогли за голами на виїзді та пройшли до Чемпіонату світу 2022.
| 25 березня 2022 19:30 (UTC±0) |

| Гана | 0:0             | Нігерія |
| ---- | --------------- | ------- |
|      | Протокол (ФІФА) |         |

| Стадіон Баба Яра, Кумасі Арбітр: Редуан Жиєд (Марокко) |

| 29 березня 2022 18:00 (UTC+1) |

| Нігерія                  | 1:1             | Гана         |
| ------------------------ | --------------- | ------------ |
| - Трост-Еконг 22' (пен.) | Протокол (ФІФА) | - Партей 10' |

| Стадіон Мошуд Абіола, Абуджа Арбітр: Садок Сельмі (Туніс) |

1:1 за сумою двох матчів. Гана перемогли за голами на виїзді та пройшли до Чемпіонату світу 2022.
| 25 березня 2022 16:00 (UTC+1) |

| ДР Конго    | 1:1             | Марокко         |
| ----------- | --------------- | --------------- |
| - Вісса 12' | Протокол (ФІФА) | - Тіссудалі 76' |

| Стад де Мартір, Кіншаса Арбітр: Віктор Гомес (ПАР) |

| 29 березня 2022 20:30 (UTC+1) |

| Марокко                                         | 4:1             | ДР Конго      |
| ----------------------------------------------- | --------------- | ------------- |
| - Унахі 21', 54' - Тіссудалі 45+7' - Хакімі 69' | Протокол (ФІФА) | - Маланго 77' |

| Мохаммед V, Касабланка Арбітр: Пасіфік Ндабіхавенімана (Бурунді) |

Марокко перемогли з рахунком 5:2 за сумою матчів та пройшли до Чемпіонату світу 2022.
| 25 березня 2022 17:00 (UTC±0) |

| Малі | 0:1             | Туніс              |
| ---- | --------------- | ------------------ |
|      | Протокол (ФІФА) | - Сіссако 36' (аг) |

| 26 березня, Бамако Арбітр: Бамлак Тессема Веєса (Ефіопія) |

| 29 березня 2022 20:30 (UTC+1) |

| Туніс | 0:0             | Малі |
| ----- | --------------- | ---- |
|       | Протокол (ФІФА) |      |

| Олімпійський, Туніс Арбітр: Магетт Н'Діає (Сенегал) |

Туніс перемогли з рахунком 1:0 за сумою матчів та пройшли до Чемпіонату світу 2022. 